# Talk Me Down
"Talk Me Down" (estilizado como "TALK ME DOWN") é uma música do cantor e compositor australiano Troye Sivan do seu álbum de estúdio de estreia Blue Neighbourhood (2015). Foi escrito por Sivan, Bram Inscore, Brett McLaughlin, Allie X e Emile Haynie, e foi produzido por Haynie e Inscore.  A música foi lançada pela primeira vez como um single promocional, juntamente com a pré-encomenda do álbum em 16 de outubro de 2015 e foi lançada como o terceiro single oficial em 26 de maio de 2016.  

## Recepção critica
"Talk Me Down" recebeu críticas geralmente positivas de críticos, que elogiaram seus temas maduros e sua produção dramática. Em uma resenha do Blue Neighbourhood, Everett True, do The Guardian, escreveu que "o arrepiante ''Talk Me Down'' supera o [sic] Macklemore com seu olhar desavergonhado e implacável dos efeitos duradouros da homofobia ". 
Jules Lefevre, da Rolling Stone Australia, elogiou a sensibilidade pop da música, escrevendo que o som "travesseiro" e "orquestral" de "Talk Me Down" é tocado por um "refrão inabalável".  The Herald Sun chamou a produção melancólica da música de "gloriosa" e "perfeita para a história que está sendo contada". 

## Vídeo musical
O videoclipe de "Talk Me Down" é a terceira e última parte da trilogia "Blue Neighbourhood" de Sivan. Foi dirigido por Tim Mattia e estreou em 20 de outubro de 2015.  
O enredo de "TALK ME DOWN" continua o vídeo da música anterior "Fools", que também faz parte da trilogia de vídeo do Blue Neighbourhood. Neste, Sivan é mostrado presente no funeral do pai do garoto que era sua paixão de sua infância, que agora tem uma namorada, Sivan tentando evitar essa situação, ele caminha pelo cemitério, onde o trabalho fúnebre é realizado. O garoto que era sua paixão de infância o encontra e toca o ombro de Sivan, imediatamente Sivan se levanta e o abraça; Percebendo sua namorada, ele imediatamente solta Sivan para ir embora com ela e depois em um penhasco com vista para o mar, o garoto comete suicídio; depois de anos de homofobia. Então, Sivan comete suicídio devido à perda de seu grande amor. Fornecendo linhas diretas para prevenção de suicídio nos créditos finais.

## Performances ao vivo
"Talk Me Down" está incluído no setlist do Blue Neighbourhood Tour de Sivan, servindo como a décima terceira e última música do set padrão. Seu desempenho da faixa foi citado como um dos destaques do show, Megan Downing da MTV UK, que participou em 19 de abril no Shepherds Bush Empire 2 em Londres, Inglaterra e escreveu que "Talk Me Down" "nos deu todas os sentimentos." 

## Desempenho nas tabelas musicais
| Tabela musical (2015)            | Melhor Posição |
| -------------------------------- | -------------- |
| Austrália (ARIA)                 | 36             |
| Bélgica (Ultratop 40)            | 21             |
| Nova Zelândia Hot Singles (RMNZ) | 4              |
| Reino Unido (UK Singles Chart)   | 118            |

## Histórico de lançamentos
| País        | Lançamento            | Formato                               | Gravadora             | Ref.          |
| ----------- | --------------------- | ------------------------------------- | --------------------- | ------------- |
| Vários      | 16 de outubro de 2015 | Download digital (single promotional) | EMI Australia Capitol | [ 12 ] [ 13 ] |
| Reino Unido | 26 de maio de 2016    | Rádio hit contemporânea               | Polydor               | [ 14 ]        |